# كلية علوم البحار بجامعة الملك عبد العزيز
تقوم كلية علوم البحار بجامعة الملك عبد العزيز بدراسة البيئة البحرية بالمملكة العربية السعودية ودراسة الثروات البحرية للاستثمار الأمثل للموارد المتاحة.

## التأسيس
بدأت الدراسة في مجال علوم البحار بجامعة الملك عبد العزيز بجده في عام 1395هـ وذلك بإنشاء قسم علوم البحار التابع لكلية العلوم آنذاك، ثم تحول القسم إلى معهد علوم البحار في عام 1398هـ، بعد ذلك تم تحويله إلى كلية علوم البحار في عام 1401 هـ

## أهداف الكلية
- التعليم العالي المتميز في مجالي العلوم والدراسات البحرية لدعم احتياجات المجتمع في مختلف الهيئات البحرية
- متابعة الظواهر البحرية المختلفة وتأثيراتها الإقليمية والمحلية
- توعية المجتمع في مجالات العلوم البحرية والبيئية المختلفة عن طريق إقامة الندوات وحملات المحافظة على البيئة

## أقسام كلية علوم البحار
- علم الأحياء البحرية
- الكيمياء البحرية
- الفيزياء البحرية
- الجيولوجيا البحرية
- الدراسات البحرية

## مكتبة الكلية
تحتوي المكتبة على أكثر من ثلاثة آلاف عنوان وأكثر من أربعة آلاف مجلد، وهذه الكتب تعتبر من أهم الكتب العلمية المتخصصة في علوم البحار
وتضم المكتبة الأقسام التالية:
- قسم الكتب العامة
- قسم الكتب الدراسية
- قسم المراجع
- قسم المجموعات الخاصة
- قسم الدوريات
- قسم الإعارة

## المتاحف التابعة للكلية
تضم كلية علوم البحار متحفين مهمين هما:
- متحف المحنطات البحرية: وهو متحف بحري يضم عدداً كبيراً من العينات المحنطة لكائنات من البحر الأحمر والخليج العربي والتي تستخدم كعينات مرجعية للتصنيف لأغراض البحث العلمي وتعليم وتدريب الطلاب. ويرتاد هذا المتحف الذي يعتبر الوحيد من نوعه على نطاق المملكة الزوار من داخل وخارج مدينة جدة من طلاب وطالبات المدارس، وغيرهم.

- المتحف الحي (الأكواريوم): وفيه أحواض شفافة تعرض العديد من الكائنات الحية من البحر الأحمر من أسماك ولافقاريات بحرية حيث تظهر هذه المخلوقات في أشكالها وألوانها الطبيعية الجذابة.

## وصلات خارجية
- موقع الكلية الرسمي.